# Rauma Antiga
A Cidade Velha de Rauma ou Rauma Antiga, sob a denominação da UNESCO (em finlandês): Vanha Rauma)  é o centro histórico da cidade de Rauma, na Finlândia, inscrita em 1991 como Patrimônio Mundial.
O local se estende por 30 hectares e conta com cerca de 600 casas de madeira espalhadas sobre 250 terrenos e com uma população total de cerca de 800 habitantes. A cidade velha conservou suas características medievais, as ruelas estreitas e sinuosas e os terrenos irregulares. As construções mais antigas remontam ao Século XVIII, já que a cidade foi destruída por incêndios em 1640 e 1682. A maioria das casas são atualmente habitadas por proprietários particulares. As duas ruas mais longas, as principais e ao redor da praça do mercado são usadas, na sua maioria, como imóveis comerciais.
Entre as casas de madeira encontra-se o Kirsti, uma casa de marina dos séculos XVIII e XIX, e a Marela, uma casa de armador do Século XVIII com uma fachada neorenascentista. Hoje, as duas são museus.
As raras edificações em pedra da cidade de velha são igrejas da Santa Cruz do antigo monastério Franciscano do Século XV, ornado de afrescos medievais e a antiga prefeitura construída em 1776. Rauma possuía outra igreja, a Igreja da Santa Trindade, destruída no incêndio de 1640, mas com suas ruínas conservadas até hoje.